# Wapen van Raalte

Het wapen van de gemeente Raalte

Het wapen van Raalte is het gemeentelijke wapen van de Overijsselse gemeente Raalte. Het wapen werd met het Koninklijk Besluit op 6 mei 2002 aan de gemeente verleend. De omschrijving luidt:
"In sabel een kruis van goud, vergezeld in het eerste en derde kwartier van een korenaar van goud en in het tweede en derde kwartier van een klaverblad van zilver. Het schild gedekt met een gouden kroon van drie bladeren en twee parels."

## Geschiedenis
De bouw van de Statenzaal (waar een raam in zou komen met alle gemeentewapens van de provincie) van het voormalige gouvernementsgebouw van de Provincie Overijssel te Zwolle vormde voor Raalte en veel andere Overijsselse gemeenten aanleiding een gemeentewapen aan te vragen. Het kruis is een herinnering aan het feit dat de Raalter kerk gewijd was aan de Kruisverheffing. De aren symboliseren de landbouw in de gemeente. In 1959 werd het wapen gewijzigd door het toevoegen van een gravenkroon. In 2002 werd het wapen voor de derde keer gewijzigd nadat Heino op 1 januari 2001 toegevoegd werd aan de gemeente. De klaverbladen zijn afkomstig van het wapen van Heino.

## Voorgaande wapens

Wapen van 1898
Wapen van 1959
Wapen van Heino